# EHF-Pokal 2013/14
Am EHF-Pokal 2013/14 nahmen 62 Handball-Vereinsmannschaften teil, die sich in der vorangegangenen Saison in ihren Heimatländern für den Wettbewerb qualifiziert hatten. Die Pokalspiele begannen am 7. September 2013 und das Finale fand am 18. Mai 2014 statt.

## Runde 1
Es nahmen die 20 Mannschaften teil, die sich vorher für den Wettbewerb qualifiziert hatten.
Die Auslosung der 1. Runde fand am 23. Juli 2013 um 11:00 Uhr (UTC+2) in Wien statt.
Die Hinspiele fanden am 7./8. September 2013 statt. Die Rückspiele fanden am 14./15. September 2013 statt.

### Qualifizierte Teams
| Topf 1: - OCI-Lions - Bregenz Handball - HBC Ronal Jičín - Handball Käerjeng - Põlva Serviti - Achilles Bocholt - B.B. Ankara Spor Kulübü - RK Lovćen Cetinje - Maccabi Rishon Le Zion - HC Sporta Hlohovec | Topf 2: - ChK Dobrudscha - KH Prishtina - London GD Handball - Klaipėda Dragūnas - Fyllingen Håndball - TSV St. Otmar St. Gallen - Grundfos Tatabánya - Meschkow Brest - Haukar Hafnarfjörður - Maccabi Tyrec Tel Aviv |

### Ausgeloste Spiele und Ergebnisse
| Mannschaft 1                                 | Mannschaft 2                           | Hinspiel                 | Rückspiel                | Gesamt  |
| -------------------------------------------- | -------------------------------------- | ------------------------ | ------------------------ | ------- |
| Meschkow Brest Kamyschyk 9                   | Maccabi Rishon Le Zion Gera 10         | 07.09.2013 Sa. 16:00 Uhr | 08.09.2013 So. 15:00 Uhr | 59 : 43 |
| Meschkow Brest Kamyschyk 9                   | Maccabi Rishon Le Zion Gera 10         | 25 : 19 (16 : 11)        | 34 : 24 (16 : 11)        | 59 : 43 |
| Meschkow Brest Kamyschyk 9                   | Maccabi Rishon Le Zion Gera 10         | 750 Zuschauer            | 800 Zuschauer            | 59 : 43 |
| HC Sporta Hlohovec Mazur 18                  | TSV St. Otmar St. Gallen Szymanski 7   | 07.09.2013 Sa. 18:00 Uhr | 15.09.2013 So. 17:00 Uhr | 57 : 52 |
| HC Sporta Hlohovec Mazur 18                  | TSV St. Otmar St. Gallen Szymanski 7   | 29 : 21 (14 : 11)        | 28 : 31 (14 : 17)        | 57 : 52 |
| HC Sporta Hlohovec Mazur 18                  | TSV St. Otmar St. Gallen Szymanski 7   | 1.100 Zuschauer          | 750 Zuschauer            | 57 : 52 |
| OCI-Lions Adams 9                            | Haukar Hafnarfjörður Sveinsson 17      | 13.09.2013 Fr. 19:00 Uhr | 14.09.2013 Sa. 17:00 Uhr | 51 : 66 |
| OCI-Lions Adams 9                            | Haukar Hafnarfjörður Sveinsson 17      | 33 : 36 (18 : 19)        | 18 : 30 (11 : 15)        | 51 : 66 |
| OCI-Lions Adams 9                            | Haukar Hafnarfjörður Sveinsson 17      | 350 Zuschauer            | 550 Zuschauer            | 51 : 66 |
| HBC Ronal Jičín Drbohlav 10                  | ChK Dobrudscha Tschernev, Jakubov je 7 | 07.09.2013 Sa. 18:00 Uhr | 08.09.2013 So. 17:00 Uhr | 72 : 30 |
| HBC Ronal Jičín Drbohlav 10                  | ChK Dobrudscha Tschernev, Jakubov je 7 | 35 : 15 (17 : 7)         | 37 : 15 (15 : 6)         | 72 : 30 |
| HBC Ronal Jičín Drbohlav 10                  | ChK Dobrudscha Tschernev, Jakubov je 7 | 680 Zuschauer            | 680 Zuschauer            | 72 : 30 |
| Handball Käerjeng Temelkov 15                | Klaipėda Dragūnas Juška 11             | 08.09.2013 So. 18:00 Uhr | 14.09.2013 Sa. 18:30 Uhr | 56 : 57 |
| Handball Käerjeng Temelkov 15                | Klaipėda Dragūnas Juška 11             | 30 : 30 (18 : 13)        | 26 : 27 (12 : 15)        | 56 : 57 |
| Handball Käerjeng Temelkov 15                | Klaipėda Dragūnas Juška 11             | 355 Zuschauer            | 400 Zuschauer            | 56 : 57 |
| Grundfos Tatabánya Bodó 14                   | Achilles Bocholt Valkenborgh 13        | 07.09.2013 Sa. 19:00 Uhr | 14.09.2013 Sa. 20:15 Uhr | 65 : 52 |
| Grundfos Tatabánya Bodó 14                   | Achilles Bocholt Valkenborgh 13        | 30 : 22 (14 : 15)        | 35 : 30 (17 : 14)        | 65 : 52 |
| Grundfos Tatabánya Bodó 14                   | Achilles Bocholt Valkenborgh 13        | 450 Zuschauer            | 400 Zuschauer            | 65 : 52 |
| London GD Handball Ferrer Torras 6, Altong 6 | B.B. Ankara Spor Kulübü Yilmaz 17      | 14.09.2013 Sa. 17:00 Uhr | 15.09.2013 Sa. 17:00 Uhr | 32 : 82 |
| London GD Handball Ferrer Torras 6, Altong 6 | B.B. Ankara Spor Kulübü Yilmaz 17      | 14 : 44 (9 : 18)         | 18 : 38 (7 : 17)         | 32 : 82 |
| London GD Handball Ferrer Torras 6, Altong 6 | B.B. Ankara Spor Kulübü Yilmaz 17      | 200 Zuschauer            | 120 Zuschauer            | 32 : 82 |
| Maccabi Tyrec Tel Aviv Butulija 24           | RK Lovćen Cetinje Popović 12           | 16.09.2013 Mo. 20:00 Uhr | 17.09.2013 Di. 20:00 Uhr | 67 : 64 |
| Maccabi Tyrec Tel Aviv Butulija 24           | RK Lovćen Cetinje Popović 12           | 37 : 35 (20 : 16)        | 30 : 29 (16 : 11)        | 67 : 64 |
| Maccabi Tyrec Tel Aviv Butulija 24           | RK Lovćen Cetinje Popović 12           | 200 Zuschauer            | 200 Zuschauer            | 67 : 64 |
| Põlva Serviti Puna 19                        | Fyllingen Håndball Hvidsten 14         | 07.09.2013 Sa. 18:00 Uhr | 15.09.2013 So. 18:00 Uhr | 49 : 62 |
| Põlva Serviti Puna 19                        | Fyllingen Håndball Hvidsten 14         | 27 : 30 (12 : 17)        | 22 : 32 (12 : 13)        | 49 : 62 |
| Põlva Serviti Puna 19                        | Fyllingen Håndball Hvidsten 14         | 800 Zuschauer            | 202 Zuschauer            | 49 : 62 |
| KH Priština Kabashi 11                       | Bregenz Handball Mayer 16              | 07.09.2013 Sa. 20:10 Uhr | 14.09.2013 Sa. 19:00 Uhr | 50 : 63 |
| KH Priština Kabashi 11                       | Bregenz Handball Mayer 16              | 22 : 28 (11 : 12)        | 28 : 35 (13 : 18)        | 50 : 63 |
| KH Priština Kabashi 11                       | Bregenz Handball Mayer 16              | 1.000 Zuschauer          | 1.200 Zuschauer          | 50 : 63 |

## Runde 2
Es nahmen die 10 Sieger der 1. Runde, die drei Viertplatzierten und der Verlierer des ersten K.-o.-Spiels der EHF-Champions-League-Qualifikation und die 26 Mannschaften teil, die sich vorher für den Wettbewerb qualifiziert hatten.
Die Auslosung der 2. Runde fand am 23. Juli 2013 um 11:00 Uhr (UTC+2) in Wien statt.
 Die Hinspiele fanden am 12./13. Oktober 2013 statt. Die Rückspiele fanden am 19./20. Oktober 2013 statt.

### Ausgeloste Spiele und Ergebnisse
| Mannschaft 1                                       | Mannschaft 2                                    | Hinspiel             | Rückspiel            | Gesamt  |
| -------------------------------------------------- | ----------------------------------------------- | -------------------- | -------------------- | ------- |
| IFK Kristianstad Madsen 14                         | Handball Esch Pulli 10                          | 13.10. So. 16:30 Uhr | 19.10. Sa. 18:00 Uhr | 62 : 47 |
| IFK Kristianstad Madsen 14                         | Handball Esch Pulli 10                          | 32 : 19 (18 : 9)     | 30 : 28 (13 : 11)    | 62 : 47 |
| IFK Kristianstad Madsen 14                         | Handball Esch Pulli 10                          | 4.008 Zuschauer      | 450 Zuschauer        | 62 : 47 |
| Csurgói KK Puchouski, Szöllősi, Lele 12            | BM Aragón Llorente 13                           | 13.10. So. 18:00 Uhr | 19.10. Sa. 19:00 Uhr | 58 : 52 |
| Csurgói KK Puchouski, Szöllősi, Lele 12            | BM Aragón Llorente 13                           | 30 : 27 (15 : 10)    | 28 : 25 (13 : 12)    | 58 : 52 |
| Csurgói KK Puchouski, Szöllősi, Lele 12            | BM Aragón Llorente 13                           | 800 Zuschauer        | 2.300 Zuschauer      | 58 : 52 |
| GK Kaustik Komogorow 17                            | CS Caraş-Severin Negru, Vaidaşigan-Suruleşcu 11 | 19.10. Sa. 16:00 Uhr | 20.10. So. 14:00 Uhr | 57 : 54 |
| GK Kaustik Komogorow 17                            | CS Caraş-Severin Negru, Vaidaşigan-Suruleşcu 11 | 31 : 26 (17 : 12)    | 26 : 28 (10 : 11)    | 57 : 54 |
| GK Kaustik Komogorow 17                            | CS Caraş-Severin Negru, Vaidaşigan-Suruleşcu 11 | 1.200 Zuschauer      | 1.200 Zuschauer      | 57 : 54 |
| Beşiktaş JK Döne 22                                | Pfadi Winterthur Jud 10                         | 12.10. Sa. 16:00 Uhr | 20.10. So. 18:00 Uhr | 59 : 56 |
| Beşiktaş JK Döne 22                                | Pfadi Winterthur Jud 10                         | 29 : 29 (12 : 13)    | 30 : 27 (13 : 10)    | 59 : 56 |
| Beşiktaş JK Döne 22                                | Pfadi Winterthur Jud 10                         | 550 Zuschauer        | 1.400 Zuschauer      | 59 : 56 |
| HC Sporta Hlohovec Ľubomír Ďuriš, Adam Mazúr je 12 | RK Borac m:tel Banja Luka Trivundža 15          | 12.10. Sa. 18:00 Uhr | 13.10. So. 18:00 Uhr | 63 : 49 |
| HC Sporta Hlohovec Ľubomír Ďuriš, Adam Mazúr je 12 | RK Borac m:tel Banja Luka Trivundža 15          | 36 : 23 (15 : 8)     | 26 : 27 (14 : 12)    | 63 : 49 |
| HC Sporta Hlohovec Ľubomír Ďuriš, Adam Mazúr je 12 | RK Borac m:tel Banja Luka Trivundža 15          | 1.300 Zuschauer      | 1.200 Zuschauer      | 63 : 49 |
| HBC Ronal Jičín Vocásek 9                          | Skjern Håndbold Christensen 13                  | 12.10. Sa. 20:20 Uhr | 20.10. So. 17:00 Uhr | 42 : 67 |
| HBC Ronal Jičín Vocásek 9                          | Skjern Håndbold Christensen 13                  | 21 : 38 (10 : 21)    | 21 : 29 (11 : 14)    | 42 : 67 |
| HBC Ronal Jičín Vocásek 9                          | Skjern Håndbold Christensen 13                  | 720 Zuschauer        | 1.415 Zuschauer      | 42 : 67 |
| Permskije medwedi Soroka 12                        | Meschkow Brest Kamyschyk 16                     | 12.10. Sa. 15:00 Uhr | 19.10. Sa. 17:00 Uhr | 51 : 59 |
| Permskije medwedi Soroka 12                        | Meschkow Brest Kamyschyk 16                     | 26 : 30 (11 : 15)    | 25 : 29 (13 : 13)    | 51 : 59 |
| Permskije medwedi Soroka 12                        | Meschkow Brest Kamyschyk 16                     | 2.000 Zuschauer      | 2.000 Zuschauer      | 51 : 59 |
| RK Nexe Ivić 11                                    | AO Diomidis Argos Samaras 11                    | 12.10. Sa. 19:00 Uhr | 20.10. So. 18:30 Uhr | 54 : 53 |
| RK Nexe Ivić 11                                    | AO Diomidis Argos Samaras 11                    | 26 : 22 (10 : 10)    | 28 : 31 (13 : 17)    | 54 : 53 |
| RK Nexe Ivić 11                                    | AO Diomidis Argos Samaras 11                    | 750 Zuschauer        | 290 Zuschauer        | 54 : 53 |
| LUGI HF Skäremo 12                                 | Grundfos Tatabánya Harsányi 10                  | 13.10. So. 17:00 Uhr | 19.10. Sa. 18:00 Uhr | 51 : 47 |
| LUGI HF Skäremo 12                                 | Grundfos Tatabánya Harsányi 10                  | 27 : 27 (10 : 13)    | 24 : 20 (11 : 9)     | 51 : 47 |
| LUGI HF Skäremo 12                                 | Grundfos Tatabánya Harsányi 10                  | 639 Zuschauer        | 978 Zuschauer        | 51 : 47 |
| Știința M. D. Bacău Michelin 9                     | Klaipėda Dragūnas Stankevičius 10               | 12.10. Sa. 18:00 Uhr | 20.10. So. 14:00 Uhr | 65 : 49 |
| Știința M. D. Bacău Michelin 9                     | Klaipėda Dragūnas Stankevičius 10               | 36 : 21 (17 : 9)     | 29 : 28 (15 : 11)    | 65 : 49 |
| Știința M. D. Bacău Michelin 9                     | Klaipėda Dragūnas Stankevičius 10               | 900 Zuschauer        | 450 Zuschauer        | 65 : 49 |
| SKIF-Krasnodar Salikow 13                          | RK Poreč Buvinić 16                             | 13.10. So. 16:00 Uhr | 20.10. So. 18:00 Uhr | 47 : 58 |
| SKIF-Krasnodar Salikow 13                          | RK Poreč Buvinić 16                             | 25 : 29 (12 : 14)    | 22 : 29 (13 : 16)    | 47 : 58 |
| SKIF-Krasnodar Salikow 13                          | RK Poreč Buvinić 16                             | 1.000 Zuschauer      | 600 Zuschauer        | 47 : 58 |
| S. L. Benfica Carneiro 11                          | Haukar Hafnarfjörður Baumruk 12                 | 12.10. Sa. 18:00 Uhr | 20.10. So. 17:00 Uhr | 68 : 41 |
| S. L. Benfica Carneiro 11                          | Haukar Hafnarfjörður Baumruk 12                 | 34 : 19 (19 : 11)    | 34 : 22 (17 : 10)    | 68 : 41 |
| S. L. Benfica Carneiro 11                          | Haukar Hafnarfjörður Baumruk 12                 | 400 Zuschauer        | 600 Zuschauer        | 68 : 41 |
| Chambéry Savoie HB Bičanić, Bašić 7                | B.B. Ankara Spor Kulübü Kerem, Ternowoi 9       | 19.10. Sa. 20:00 Uhr | 20.10. So. 18:00 Uhr | 66 : 46 |
| Chambéry Savoie HB Bičanić, Bašić 7                | B.B. Ankara Spor Kulübü Kerem, Ternowoi 9       | 34 : 26 (20 : 12)    | 32 : 20 (16 : 10)    | 66 : 46 |
| Chambéry Savoie HB Bičanić, Bašić 7                | B.B. Ankara Spor Kulübü Kerem, Ternowoi 9       | 2.600 Zuschauer      | 3.010 Zuschauer      | 66 : 46 |
| Kadetten Schaffhausen Mamić 13                     | HK Portowyk Denyssow 10                         | 19.10. Sa. 19:30 Uhr | 20.10. So. 17:30 Uhr | 66 : 54 |
| Kadetten Schaffhausen Mamić 13                     | HK Portowyk Denyssow 10                         | 33 : 28 (15 : 13)    | 33 : 26 (14 : 11)    | 66 : 54 |
| Kadetten Schaffhausen Mamić 13                     | HK Portowyk Denyssow 10                         | 750 Zuschauer        | 760 Zuschauer        | 66 : 54 |
| Mors-Thy Håndbold Kvist 7                          | Fyllingen Håndball Reinkind 14                  | 13.09. So. 15:30 Uhr | 20.10. So. 18:00 Uhr | 54 : 45 |
| Mors-Thy Håndbold Kvist 7                          | Fyllingen Håndball Reinkind 14                  | 26 : 18 (10 : 10)    | 28 : 27 (11 : 10)    | 54 : 45 |
| Mors-Thy Håndbold Kvist 7                          | Fyllingen Håndball Reinkind 14                  | 868 Zuschauer        | 312 Zuschauer        | 54 : 45 |
| SKA Minsk Krytski 11                               | ØIF Arendal Paulsen 14                          | 19.10. Sa. 17:00 Uhr | 20.10. So. 18:00 Uhr | 53 : 55 |
| SKA Minsk Krytski 11                               | ØIF Arendal Paulsen 14                          | 27 : 30 (13 : 15)    | 26 : 25 (13 : 9)     | 53 : 55 |
| SKA Minsk Krytski 11                               | ØIF Arendal Paulsen 14                          | 550 Zuschauer        | 650 Zuschauer        | 53 : 55 |
| Sporting CP Silva 11                               | HV KRAS/Volendam Adams 12                       | 12.10. Sa. 21:00 Uhr | 19.10. Sa. 19:00 Uhr | 65 : 50 |
| Sporting CP Silva 11                               | HV KRAS/Volendam Adams 12                       | 30 : 18 (16 : 3)     | 35 : 32 (18 : 18)    | 65 : 50 |
| Sporting CP Silva 11                               | HV KRAS/Volendam Adams 12                       | 500 Zuschauer        | 350 Zuschauer        | 65 : 50 |
| Maccabi Tyrec Tel Aviv Bošković 9                  | RK Zomimak-M Chanturia 12                       | 12.10. Sa. 20:00 Uhr | 19.10. Sa. 19:00 Uhr | 49 : 56 |
| Maccabi Tyrec Tel Aviv Bošković 9                  | RK Zomimak-M Chanturia 12                       | 26 : 26 (13 : 14)    | 23 : 30 (10 : 14)    | 49 : 56 |
| Maccabi Tyrec Tel Aviv Bošković 9                  | RK Zomimak-M Chanturia 12                       | 300 Zuschauer        | 2.400 Zuschauer      | 49 : 56 |
| RK Partizan Marsenić 6                             | HBC Nantes Rivera 9                             | 12.10. Sa. 19:30 Uhr | 20.10. So. 16:00 Uhr | 39 : 50 |
| RK Partizan Marsenić 6                             | HBC Nantes Rivera 9                             | 15 : 22 (7 : 11)     | 24 : 28 (9 : 12)     | 39 : 50 |
| RK Partizan Marsenić 6                             | HBC Nantes Rivera 9                             | 4.738 Zuschauer      | 4.250 Zuschauer      | 39 : 50 |
| Bregenz Handball Mayer 9                           | RK Maribor Branik Zarabec 18                    | 12.10. Sa. 19:00 Uhr | 19.10. Sa. 19:00 Uhr | 49 : 62 |
| Bregenz Handball Mayer 9                           | RK Maribor Branik Zarabec 18                    | 26 : 25 (12 : 13)    | 23 : 37 (11 : 17)    | 49 : 62 |
| Bregenz Handball Mayer 9                           | RK Maribor Branik Zarabec 18                    | 1.100 Zuschauer      | 900 Zuschauer        | 49 : 62 |

## Runde 3
Es nahmen die 20 Sieger der 2. Runde, die sechs Zweit- und Drittplatzierten und die Verlierer der K.-o.-Spiele 2 bis 4 der EHF-Champions-League-Qualifikation und die 3 Mannschaften teil, die sich vorher für den Wettbewerb qualifiziert hatten.
Die Auslosung der 3. Runde fand am 22. Oktober 2013 um 11:00 Uhr (UTC+2) in Wien statt.
Die Hinspiele fanden am 23./24. November 2013 statt. Die Rückspiele fanden am 30./1. November/Dezember 2013 statt.

### Qualifizierte Teams
| Topf 1: - Pick Szeged (Verlierer K.-o.-Spiele 1) - Montpellier Agglomeration HB (Verlierer K.-o.-Spiele 2) - Füchse Berlin (Verlierer K.-o.-Spiele 3) - TSV Hannover-Burgdorf - HT Tatran Prešov (2. CL Qualigruppe 2) - RK Vojvodina (2. CL Qualigruppe 3) - HCM Constanţa (2. CL Qualigruppe 4) - Ademar León - AEK Athen (3. CL Qualigruppe 2) - Alpla HC Hard (3. CL Qualigruppe 3) - Elverum Håndball (3. CL Qualigruppe 4) - Århus Håndbold - IFK Kristianstad (Sieger 2. Runde) - Beşiktaş JK (Sieger 2. Runde) - HC Sporta Hlohovec (Sieger 2. Runde) - Sporting CP (Sieger 2. Runde) | Topf 2: - Csurgói KK (Sieger 2. Runde) - GK Kaustik (Sieger 2. Runde) - Skjern Håndbold (Sieger 2. Runde) - Meschkow Brest (Sieger 2. Runde) - RK Nexe (Sieger 2. Runde) - LUGI HF (Sieger 2. Runde) - Știința M. D. Bacău (Sieger 2. Runde) - RK Poreč (Sieger 2. Runde) - S. L. Benfica (Sieger 2. Runde) - Chambéry Savoie HB (Sieger 2. Runde) - Kadetten Schaffhausen (Sieger 2. Runde) - Mors-Thy Håndbold (Sieger 2. Runde) - ØIF Arendal (Sieger 2. Runde) - RK Zomimak-M (Sieger 2. Runde) - HBC Nantes (Sieger 2. Runde) - RK Maribor Branik (Sieger 2. Runde) |

### Ausgeloste Spiele und Ergebnisse
| Mannschaft 1                                      | Mannschaft 2                                       | Hinspiel             | Rückspiel            | Gesamt      |
| ------------------------------------------------- | -------------------------------------------------- | -------------------- | -------------------- | ----------- |
| ØIF Arendal Sondre Paulsen 11                     | HC Sporta Hlohovec Maros Balaz 17                  | 24.11. So. 18:00 Uhr | 01.12. So. 18:30 Uhr | 47 : 52     |
| ØIF Arendal Sondre Paulsen 11                     | HC Sporta Hlohovec Maros Balaz 17                  | 20 : 26 (11 : 15)    | 27 : 26 (13 : 13)    | 47 : 52     |
| ØIF Arendal Sondre Paulsen 11                     | HC Sporta Hlohovec Maros Balaz 17                  | 902 Zuschauer        | 1.900 Zuschauer      | 47 : 52     |
| Füchse Berlin Igropulo, Nielsen 9                 | Meschkow Brest Baranau 9                           | 20.11. Mi. 19:00 Uhr | 30.11. Sa. 16:00 Uhr | 43 : 40     |
| Füchse Berlin Igropulo, Nielsen 9                 | Meschkow Brest Baranau 9                           | 22 : 20 (8 : 10)     | 21 : 20 (12 : 11)    | 43 : 40     |
| Füchse Berlin Igropulo, Nielsen 9                 | Meschkow Brest Baranau 9                           | 3.712 Zuschauer      | 3.500 Zuschauer      | 43 : 40     |
| Chambéry Savoie HB Timothey N’Guessan 16          | Alpla HC Hard Bernd Friede 14                      | 24.11. So. 18:00 Uhr | 01.12. So. 17:00 Uhr | 56 : 55     |
| Chambéry Savoie HB Timothey N’Guessan 16          | Alpla HC Hard Bernd Friede 14                      | 31 : 30 (17 : 18)    | 25 : 25 (11 : 14)    | 56 : 55     |
| Chambéry Savoie HB Timothey N’Guessan 16          | Alpla HC Hard Bernd Friede 14                      | 2.100 Zuschauer      | 2.300 Zuschauer      | 56 : 55     |
| Mors-Thy Håndbold Kasper Kvist 7                  | HCM Constanţa Iuliu Alexandru Csepreghi 10         | 23.11. Sa. 15:30 Uhr | 01.12. So. 18:00 Uhr | 52 : 59     |
| Mors-Thy Håndbold Kasper Kvist 7                  | HCM Constanţa Iuliu Alexandru Csepreghi 10         | 26 : 27 (12 : 13)    | 26 : 32 (15 : 16)    | 52 : 59     |
| Mors-Thy Håndbold Kasper Kvist 7                  | HCM Constanţa Iuliu Alexandru Csepreghi 10         | 632 Zuschauer        | 1.000 Zuschauer      | 52 : 59     |
| RK Poreč Mario Galijot 13                         | Sporting CP Fabio Ramos Magalhaes 13               | 24.11. So. 19:00 Uhr | 30.11. Sa. 20:30 Uhr | 49 : 54     |
| RK Poreč Mario Galijot 13                         | Sporting CP Fabio Ramos Magalhaes 13               | 24 : 24 (13 : 13)    | 25 : 30 (10 : 12)    | 49 : 54     |
| RK Poreč Mario Galijot 13                         | Sporting CP Fabio Ramos Magalhaes 13               | 1.200 Zuschauer      | 600 Zuschauer        | 49 : 54     |
| Århus Håndbold Rune Johannes Ohm 20               | RK Zomimak-M Radoslav Stojanović 19                | 23.11. Sa. 15:00 Uhr | 30.11. Sa. 19:00 Uhr | 53 : 59     |
| Århus Håndbold Rune Johannes Ohm 20               | RK Zomimak-M Radoslav Stojanović 19                | 29 : 26 (12 : 9)     | 24 : 33 (13 : 18)    | 53 : 59     |
| Århus Håndbold Rune Johannes Ohm 20               | RK Zomimak-M Radoslav Stojanović 19                | 810 Zuschauer        | 2.600 Zuschauer      | 53 : 59     |
| Skjern Håndbold Thomas Klitgaard 10               | RK Vojvodina Uroš Elezović 9                       | 23.11. Sa. 13:30 Uhr | 30.11. Sa. 18:00 Uhr | 55 : 42     |
| Skjern Håndbold Thomas Klitgaard 10               | RK Vojvodina Uroš Elezović 9                       | 31 : 24 (16 : 10)    | 24 : 18 (8 : 9)      | 55 : 42     |
| Skjern Håndbold Thomas Klitgaard 10               | RK Vojvodina Uroš Elezović 9                       | 1.365 Zuschauer      | 700 Zuschauer        | 55 : 42     |
| HBC Nantes Jorge Maqueda 9                        | Elverum Håndball Nacor Medina Perez 12             | 24.11. So. 17:00 Uhr | 30.11. Sa. 16:00 Uhr | 52 : 44     |
| HBC Nantes Jorge Maqueda 9                        | Elverum Håndball Nacor Medina Perez 12             | 28 : 21 (16 : 11)    | 24 : 23 (13 : 12)    | 52 : 44     |
| HBC Nantes Jorge Maqueda 9                        | Elverum Håndball Nacor Medina Perez 12             | 3.657 Zuschauer      | 823 Zuschauer        | 52 : 44     |
| S. L. Benfica Dario Oliveira Andrade 13           | Pick Szeged Zsolt Balogh 16                        | 23.11. Sa. 20:30 Uhr | 30.11. Sa. 16:15 Uhr | 49 : 56     |
| S. L. Benfica Dario Oliveira Andrade 13           | Pick Szeged Zsolt Balogh 16                        | 24 : 25 (13 : 14)    | 25 : 31 (10 : 14)    | 49 : 56     |
| S. L. Benfica Dario Oliveira Andrade 13           | Pick Szeged Zsolt Balogh 16                        | 750 Zuschauer        | 3.100 Zuschauer      | 49 : 56     |
| Beşiktaş JK Ramazan Döne 17                       | Csurgói KK Mate Nagy 13                            | 23.11. Sa. 16:00 Uhr | 01.12. So. 19:15 Uhr | 54 : 65     |
| Beşiktaş JK Ramazan Döne 17                       | Csurgói KK Mate Nagy 13                            | 29 : 31 (16 : 15)    | 25 : 34 ( 9 : 18)    | 54 : 65     |
| Beşiktaş JK Ramazan Döne 17                       | Csurgói KK Mate Nagy 13                            | 520 Zuschauer        | 850 Zuschauer        | 54 : 65     |
| IFK Kristianstad Andreas Cederholm 13             | Știința M. D. Bacău Uelington Da Silva Ferreira 15 | 24.11. So. 19:00 Uhr | 30.11. Sa. 13:00 Uhr | 63 : 52     |
| IFK Kristianstad Andreas Cederholm 13             | Știința M. D. Bacău Uelington Da Silva Ferreira 15 | 40 : 25 (23 : 13)    | 23 : 27 ( 9 : 14)    | 63 : 52     |
| IFK Kristianstad Andreas Cederholm 13             | Știința M. D. Bacău Uelington Da Silva Ferreira 15 | 3.911 Zuschauer      | 1.000 Zuschauer      | 63 : 52     |
| RK Nexe Vujić 17                                  | Ademar León López Álvarez 14                       | 24.11. So. 19:00 Uhr | 30.11. Sa. 18:00 Uhr | 62 : 62 (a) |
| RK Nexe Vujić 17                                  | Ademar León López Álvarez 14                       | 34 : 29 (18 : 14)    | 28 : 33 (13 : 15)    | 62 : 62 (a) |
| RK Nexe Vujić 17                                  | Ademar León López Álvarez 14                       | 1.200 Zuschauer      | 4.300 Zuschauer      | 62 : 62 (a) |
| Kadetten Schaffhausen Jurcă 11                    | TSV Hannover-Burgdorf Hykkerud 14                  | 23.11. Sa. 19:30 Uhr | 30.11. Sa. 19:00 Uhr | 55 : 69     |
| Kadetten Schaffhausen Jurcă 11                    | TSV Hannover-Burgdorf Hykkerud 14                  | 28 : 28 (13 : 12)    | 27 : 41 (12 : 18)    | 55 : 69     |
| Kadetten Schaffhausen Jurcă 11                    | TSV Hannover-Burgdorf Hykkerud 14                  | 1.720 Zuschauer      | 3.076 Zuschauer      | 55 : 69     |
| HT Tatran Prešov Radoslav Antl, Tomas Urban je 12 | RK Maribor Branik Tadej Sok 14                     | 23.11. Sa. 18:00 Uhr | 01.12. So. 19:00 Uhr | 62 : 56     |
| HT Tatran Prešov Radoslav Antl, Tomas Urban je 12 | RK Maribor Branik Tadej Sok 14                     | 34 : 26 (19 : 14)    | 28 : 30 (11 : 12)    | 62 : 56     |
| HT Tatran Prešov Radoslav Antl, Tomas Urban je 12 | RK Maribor Branik Tadej Sok 14                     | 3.345 Zuschauer      | 1.300 Zuschauer      | 62 : 56     |
| GK Kaustik Andrey Mazaev 10                       | Montpellier Agglomeration HB Dragan Gajič 14       | 23.11. Sa. 16:00 Uhr | 01.12. So. 17:00 Uhr | 55 : 73     |
| GK Kaustik Andrey Mazaev 10                       | Montpellier Agglomeration HB Dragan Gajič 14       | 26 : 38 (11 : 20)    | 29 : 35 (14 : 13)    | 55 : 73     |
| GK Kaustik Andrey Mazaev 10                       | Montpellier Agglomeration HB Dragan Gajič 14       | 1.300 Zuschauer      | 2.400 Zuschauer      | 55 : 73     |
| AEK Athen Mladen Rakcevic 10                      | LUGI HF Anders Hallberg 10                         | 23.11. Sa. 18:30 Uhr | 30.11. Sa. 16:00 Uhr | 45 : 49     |
| AEK Athen Mladen Rakcevic 10                      | LUGI HF Anders Hallberg 10                         | 22 : 24 (14 : 11)    | 23 : 25 (10 : 11)    | 45 : 49     |
| AEK Athen Mladen Rakcevic 10                      | LUGI HF Anders Hallberg 10                         | 2.000 Zuschauer      | 1.270 Zuschauer      | 45 : 49     |

## Gruppenphase
Es nahmen die 16 Sieger der 3. Runde teil.
Die Auslosung der Gruppenphase fand am 5. Dezember 2013 in Wien statt.

### Qualifizierte Teams
| Pot 1 - Pick Szeged - Montpellier Agglomeration HB - Füchse Berlin - TSV Hannover-Burgdorf | Pot 2 - HT Tatran Prešov - Skjern Håndbold - HCM Constanţa - Ademar León | Pot 3 - Lugi HF - Chambéry Savoie HB - HBC Nantes - RK Zomimak-M | Pot 4 - IFK Kristianstad - Csurgói KK - HC Sporta Hlohovec - Sporting CP |

### Gruppen
| Gruppe A TSV Hannover-Burgdorf Ademar León LUGI HF Csurgói KK | Gruppe B Montpellier Agglomeration HB Skjern Håndbold RK Zomimak-M Sporting CP | Gruppe C Pick Szeged HT Tatran Prešov HBC Nantes IFK Kristianstad | Gruppe D Füchse Berlin HCM Constanţa Chambéry Savoie HB HC Sporta Hlohovec |

### Gruppe A
| Pl. | Mannschaft            | Sp. | S | U | N | T   | GT  | Diff | Pkt |
| --- | --------------------- | --- | - | - | - | --- | --- | ---- | --- |
| 1.  | LUGI HF               | 6   | 3 | 1 | 2 | 171 | 161 | +02  | 07  |
| 2.  | Ademar León           | 6   | 2 | 2 | 2 | 173 | 164 | +09  | 06  |
| 3.  | Csurgói KK            | 6   | 3 | 0 | 3 | 163 | 160 | +03  | 06  |
| 4.  | TSV Hannover-Burgdorf | 6   | 2 | 1 | 3 | 168 | 186 | −14  | 05  |

| 8. Februar 2014, Sa. 18:00 Uhr in Palacio de los Deportes de León, León  | 4.100 Zuschauer Spielbericht | Ademar León Juan Castro Alvarez 6                         | 28 : 19 (13 : 9)  | Csurgói KK Ákos Lele 6                                                   |
| 8. Februar 2014, Sa. 19:00 Uhr in Swiss Life Hall, Hannover              | 3.005 Zuschauer Spielbericht | TSV Hannover-Burgdorf Torge Johannsen 6                   | 28 : 32 (13 : 15) | LUGI HF Anders Hallberg 7                                                |
| 12. Februar 2014, Mi. 19:00 Uhr in Sports Hall Csurgo, Csurgó            | 850 Zuschauer Spielbericht   | Csurgói KK Ákos Lele, Barys Puchouski je 8                | 36 : 28 (17 : 19) | TSV Hannover-Burgdorf Lars Lehnhoff 9                                    |
| 16. Februar 2014, So. 17:00 Uhr in Färs&Frosta Sparbank Arena, Lund      | 1.893 Zuschauer Spielbericht | LUGI HF Anders Hallberg 7                                 | 30 : 30 (16 : 20) | Ademar León Juan Castro Alvarez 7                                        |
| 23. Februar 2014, So. 18:00 Uhr in Palacio de los Deportes de León, León | 4.600 Zuschauer Spielbericht | Ademar León Jose Mario Carrillo Gutierrez 8               | 30 : 30 (16 : 16) | TSV Hannover-Burgdorf Vasko Ševaljević 7                                 |
| 23. Februar 2014, So. 19:15 Uhr in Sports Hall Csurgo, Csurgo            | 850 Zuschauer Spielbericht   | Csurgói KK Mate Nagy, Barys Puchouski je 4                | 25 : 22 (14 : 7)  | LUGI HF Johannes Hippe 7                                                 |
| 16. März 2014, So. 15:00 Uhr in Swiss Life Hall, Hannover                | 3.083 Zuschauer Spielbericht | TSV Hannover-Burgdorf Torge Johannsen, Mait Patrail je 6  | 27 : 26 (12 : 15) | Ademar León Jose Mario Carrillo Gutierrez 10                             |
| 16. März 2014, So. 17:00 Uhr in Färs&Frosta Sparbank Arena, Lund         | 1.026 Zuschauer Spielbericht | LUGI HF Hampus Jildenbäck 7                               | 28 : 26 (13 : 14) | Csurgói KK Ákos Lele 11                                                  |
| 22. März 2014, Sa. 16:00 Uhr in Sports Hall Csurgo, Csurgo               | 850 Zuschauer Spielbericht   | Csurgói KK Gábor Grebenár, Kosta Savic je 5               | 31 : 27 (20 : 14) | Ademar León Predrag Dacevic 6                                            |
| 22. März 2014, Sa. 17:00 Uhr in Färs&Frosta Sparbank Arena, Lund         | 1.836 Zuschauer Spielbericht | LUGI HF Gustav Sjölin 7                                   | 32 : 28 (15 : 15) | TSV Hannover-Burgdorf Mait Patrail, Rúnar Kárason, Vasko Ševaljević je 5 |
| 29. März 2014, Sa. 19:00 Uhr in Swiss Life Hall, Hannover                | 2.816 Zuschauer Spielbericht | TSV Hannover-Burgdorf Mait Patrail, Timo Kastening je 6   | 27 : 26 (12 : 16) | Csurgói KK Barys Puchouski 8                                             |
| 30. März 2014, So. 18:00 Uhr in Palacio de los Deportes de León, León    | 2.800 Zuschauer Spielbericht | Ademar León Mario Lopez Alvarez, Juan Castro Alvarez je 6 | 32 : 27 (17 : 13) | LUGI HF Johannes Hippe 7                                                 |

### Gruppe B
| Pl. | Mannschaft                   | Sp. | S | U | N | T   | GT  | Diff | Pkt |
| --- | ---------------------------- | --- | - | - | - | --- | --- | ---- | --- |
| 1.  | Montpellier Agglomeration HB | 6   | 6 | 0 | 0 | 192 | 147 | +45  | 12  |
| 2.  | Sporting CP                  | 6   | 4 | 0 | 2 | 195 | 165 | +30  | 08  |
| 3.  | Skjern Håndbold              | 6   | 2 | 0 | 4 | 156 | 158 | +02  | 04  |
| 4.  | RK Zomimak-M                 | 6   | 0 | 0 | 6 | 130 | 203 | −73  | 0   |

| 8. Februar 2014, Sa. 15:00 Uhr in Skjern Bank Arena, Skjern                      | 1.567 Zuschauer Spielbericht | Skjern Håndbold Frederik Gustenhoff Borm 6                  | 25 : 32 (12 : 15) | Sporting CP Fabio Ramos Magalhaes 7                                  |
| 9. Februar 2014, So. 17:00 Uhr in Palais des Sports René Bougnol, Montpellier    | 2.800 Zuschauer Spielbericht | Montpellier Agglomeration HB Dragan Gajič 8                 | 41 : 22 (22 : 9)  | RK Zomimak-M Stefan Terzić 5                                         |
| 15. Februar 2014, Sa. 16:00 Uhr in Pavilhao Desportivo Municipal de Mafra, Mafra | 850 Zuschauer Spielbericht   | Sporting CP Pedro Alberto Silva Osorio Solha 7              | 27 : 30 (14 : 14) | Montpellier Agglomeration HB Diego Simonet 12                        |
| 15. Februar 2014, Sa. 18:00 Uhr in Sport hall Strumica, Strumica                 | 1.700 Zuschauer Spielbericht | RK Zomimak-M Jovica Mladenovski 6                           | 23 : 24 (11 : 12) | Skjern Håndbold Rene Toft Brølling Rasmussen 6                       |
| 23. Februar 2014, So. 15:00 Uhr in Skjern Bank Arena, Skjern                     | 2.013 Zuschauer Spielbericht | Skjern Håndbold Morten Balling Christensen 5                | 23 : 26 (9 : 16)  | Montpellier Agglomeration HB Dragan Gajič 6                          |
| 23. Februar 2014, So. 15:00 Uhr in Pavilhao Desportivo Municipal de Mafra, Mafra | 1.200 Zuschauer Spielbericht | Sporting CP Pedro André Caseiro Portela 11                  | 39 : 22 (20 : 13) | RK Zomimak-M Revaz Chanturia 9                                       |
| 16. März 2014, So. 17:00 Uhr in Palais des Sports René Bougnol, Montpellier      | 2.500 Zuschauer Spielbericht | Montpellier Agglomeration HB Jure Dolenec 8                 | 27 : 25 (14 : 12) | Skjern Håndbold Henrik Møllgaard Jensen 9                            |
| 15. März 2014, Sa. 18:00 Uhr in Sport hall Strumica, Strumica                    | 1.200 Zuschauer Spielbericht | RK Zomimak-M Alexandar Anegelovski, Jovica Mladenovski je 7 | 24 : 36 (13 : 20) | Sporting CP Pedro André Caseiro Portela 12                           |
| 22. März 2014, Sa. 18:00 Uhr in Sport hall Strumica, Strumica                    | 1.000 Zuschauer Spielbericht | RK Zomimak-M Revaz Chanturia 5                              | 19 : 32 (11 : 17) | Montpellier Agglomeration HB Dragan Gajič 6                          |
| 23. März 2014, So. 15:00 Uhr in Pavilhao Desportivo Municipal de Mafra, Mafra    | 1.000 Zuschauer Spielbericht | Sporting CP Pedro André Caseiro Portela 8                   | 30 : 28 (10 : 16) | Skjern Håndbold Henrik Møllgaard Jensen, Thomas Bruhn Helleberg je 5 |
| 29. März 2014, Sa. 16:00 Uhr in Palais des Sports René Bougnol, Montpellier      | 2.700 Zuschauer Spielbericht | Montpellier Agglomeration HB Jure Dolenec 10                | 36 : 31 (19 : 13) | Sporting CP Frankis Carol Marzo 8                                    |
| 29. März 2014, Sa. 15:00 Uhr in Skjern Bank Arena, Skjern                        | 1.235 Zuschauer Spielbericht | Skjern Håndbold Morten Balling Christensen 6                | 31 : 20 (17 : 12) | RK Zomimak-M Alexandar Anegelovski, Aleksandar Trencevski je 5       |

### Gruppe C
| Pl. | Mannschaft       | Sp. | S | U | N | T   | GT  | Diff | Pkt |
| --- | ---------------- | --- | - | - | - | --- | --- | ---- | --- |
| 1.  | Pick Szeged      | 6   | 5 | 0 | 1 | 174 | 159 | +15  | 10  |
| 2.  | HBC Nantes       | 6   | 4 | 0 | 2 | 176 | 154 | +22  | 08  |
| 3.  | TATRAN Presov    | 6   | 2 | 0 | 4 | 181 | 198 | −17  | 04  |
| 4.  | IFK Kristianstad | 6   | 1 | 0 | 5 | 151 | 171 | −20  | 02  |

| 8. Februar 2014, Sa. 18:00 Uhr in City Hall Presov, Presov               | 2.932 Zuschauer Spielbericht | TATRAN Presov Oliver Rabek 9                    | 37 : 30 (19 : 16) | IFK Kristianstad Albin Lagergren 6                 |
| 9. Februar 2014, So. 12:30 Uhr in Varosi Sportcsarnok Szeged, Szeged     | 2.800 Zuschauer Spielbericht | Pick Szeged Jonas Larholm 7                     | 28 : 27 (18 : 13) | HBC Nantes Jordan Camarero 7                       |
| 12. Februar 2014, Mi. 19:00 Uhr in Kristianstad Arena, Kristianstad      | 4.077 Zuschauer Spielbericht | FK Kristianstad Ólafur Guðmundsson 5            | 23 : 26 (12 : 13) | Pick Szeged Zsolt Balogh 6                         |
| 16. Februar 2014, So. 17:00 Uhr in Palais des Sports de Beaulieu, Nantes | 4.548 Zuschauer Spielbericht | HBC Nantes Valero Rivera 12                     | 37 : 27 (16 : 14) | TATRAN Presov Oliver Rabek 8                       |
| 22. Februar 2014, Sa. 18:00 Uhr in City Hall Presov, Presov              | 3.300 Zuschauer Spielbericht | TATRAN Presov Dominik Krok 7                    | 29 : 31 (14 : 18) | Pick Szeged Jonas Larholm 9                        |
| 23. Februar 2014, So. 16:30 Uhr in Kristianstad Arena, Kristianstad      | 3.865 Zuschauer Spielbericht | FK Kristianstad Anton Lindskog 6                | 23 : 27 (12 : 15) | HBC Nantes Nicolas Claire 8                        |
| 15. März 2014, Sa. 16:00 Uhr in Palais des Sports de Beaulieu, Nantes    | 3.750 Zuschauer Spielbericht | HBC Nantes Valero Rivera 6                      | 25 : 23 (15 : 11) | FK Kristianstad Ólafur Guðmundsson 5               |
| 15. März 2014, Sa. 18:30 Uhr in Varosi Sportcsarnok Szeged, Szeged       | 3.000 Zuschauer Spielbericht | Pick Szeged Jonas Larholm 8                     | 37 : 31 (19 : 9)  | TATRAN Presov Jakub Hrstka, Dainis Kristopans je 7 |
| 23. März 2014, So. 17:00 Uhr in Palais des Sports de Beaulieu, Nantes    | 4.750 Zuschauer Spielbericht | HBC Nantes Nicolas Claire, Nicolas Tournat je 6 | 31 : 23 (15 : 10) | Pick Szeged Jonas Källman 6                        |
| 22. März 2014, Sa. 18:00 Uhr in Kristianstad Arena, Kristianstad         | 3.979 Zuschauer Spielbericht | FK Kristianstad Lars Møller Madsen 8            | 34 : 27 (14 : 12) | TATRAN Presov Dainis Kristopans 7                  |
| 29. März 2014, Sa. 16:00 Uhr in Varosi Sportcsarnok Szeged, Szeged       | 2.200 Zuschauer Spielbericht | Pick Szeged Gábor Ancsin 7                      | 29 : 18 (16 : 9)  | FK Kristianstad Anton Lindskog 5                   |
| 29. März 2014, Sa. 18:00 Uhr in City Hall Presov, Presov                 | 2.300 Zuschauer Spielbericht | TATRAN Presov Oliver Rabek 7                    | 30 : 29 (16 : 10) | HBC Nantes Valero Rivera, Jorge Maqueda je 7       |

### Gruppe D
| Pl. | Mannschaft               | Sp. | S | U | N | T   | GT  | Diff | Pkt |
| --- | ------------------------ | --- | - | - | - | --- | --- | ---- | --- |
| 1.  | Füchse Berlin            | 6   | 4 | 2 | 0 | 181 | 164 | +17  | 10  |
| 2.  | HCM Constanța            | 6   | 3 | 2 | 1 | 173 | 160 | +13  | 08  |
| 3.  | Chambery Savoie Handball | 6   | 2 | 2 | 2 | 162 | 158 | +04  | 06  |
| 4.  | HC Sporta Hlohovec       | 6   | 0 | 0 | 6 | 147 | 181 | −34  | 0   |

| 9. Februar 2014, So. 12:00 Uhr in Sala Sporturilor Constanța, Constanța  | 1.800 Zuschauer Spielbericht | HCM Constanța Alexandru Viorel Șimicu 9    | 31 : 22 (17 : 12) | HC Sporta Hlohovec Frantisek Zatko 8          |
| 9. Februar 2014, So. 17:15 Uhr in Max-Schmeling-Halle, Berlin            | 5.746 Zuschauer Spielbericht | Füchse Berlin Fredrik Raahauge Petersen 8  | 30 : 27 (14 : 13) | Chambery Savoie Handball Alix Kévynn Nyokas 8 |
| 15. Februar 2014, Sa. 18:00 Uhr in City sport hall, Hlohovec             | 1.972 Zuschauer Spielbericht | HC Sporta Hlohovec Lubomir Duris 7         | 27 : 33 (11 : 18) | Füchse Berlin Fredrik Raahauge Petersen 7     |
| 16. Februar 2014, So. 19:00 Uhr in Le Phare, Chambéry                    | 2.500 Zuschauer Spielbericht | Chambery Savoie Handball Damir Bičanić 7   | 29 : 29 (14 : 14) | HCM Constanța Alexandru Viorel Șimicu 7       |
| 22. Februar 2014, Sa. 18:00 Uhr in City sport hall, Hlohovec             | 1.580 Zuschauer Spielbericht | HC Sporta Hlohovec Frantisek Zatko 9       | 24 : 29 (12 : 13) | Chambery Savoie Handball Timothey N’Guessan 6 |
| 23. Februar 2014, So. 12:00 Uhr in Sala Sporturilor Constanța, Constanța | 2.000 Zuschauer Spielbericht | HCM Constanța Iuliu Alexandru Csepreghi 9  | 31 : 31 (16 : 16) | Füchse Berlin Mattias Zachrisson 8            |
| 16. März 2014, So. 19:00 Uhr in Le Phare, Chambery                       | 2.308 Zuschauer Spielbericht | Chambery Savoie Handball Damir Bičanić 7   | 27 : 21 (16 : 8)  | HC Sporta Hlohovec Frantisek Zatko 6          |
| 16. März 2014, So. 17:15 Uhr in Max-Schmeling-Halle, Berlin              | 4.961 Zuschauer Spielbericht | Füchse Berlin Bartłomiej Jaszka 8          | 28 : 26 (12 : 11) | HCM Constanța Laurențiu Mihai Toma 7          |
| 22. März 2014, Sa. 16:00 Uhr in Le Phare, Chambery                       | 3.000 Zuschauer Spielbericht | Chambery Savoie Handball Edin Basic 8      | 25 : 25 (12 : 10) | Füchse Berlin Fredrik Raahauge Petersen 6     |
| 22. März 2014, Sa. 18:00 Uhr in City sport hall, Hlohovec                | 1.500 Zuschauer Spielbericht | HC Sporta Hlohovec Maros Balaz 8           | 25 : 27 (15 : 12) | HCM Constanța Alexandru Viorel Șimicu 7       |
| 30. März 2014, So. 12:00 Uhr in Sala Sporturilor Constanța, Constanța    | 1.680 Zuschauer Spielbericht | HCM Constanța Iuliu Alexandru Csepreghi 10 | 29 : 25 (15 : 14) | Chambery Savoie Handball Benjamin Gille 4     |
| 30. März 2014, So. 17:15 Uhr in Max-Schmeling-Halle, Berlin              | 4.632 Zuschauer Spielbericht | Füchse Berlin Fredrik Raahauge Petersen 9  | 34 : 28 (17 : 14) | HC Sporta Hlohovec Frantisek Zatko 10         |

## Viertelfinale
Als Gastgeber des Finalturniers sind die Füchse Berlin durch ihren Gruppensieg direkt für das Halbfinale gesetzt.
Dadurch scheidet mit Ademar León der schwächste Gruppenzweite aus und es werden nur drei Viertelfinalpartien ausgetragen.
Mannschaften, die bereits in der Gruppenphase aufeinander getroffen sind, konnten nicht erneut einander zugelost werden. Ein Nationenschutz bestand nicht.
Die Auslosung des Viertelfinales fand am 1. April 2014 um 12:15 Uhr in Wien statt.
Die Hinspiele finden am 19./20. April 2014 statt, die Rückspiele am 26./27. April.

### Qualifizierte Teams
| Gruppe A Montpellier Agglomeration HB Lugi HF Pick Szeged | Gruppe B HCM Constanța HBC Nantes Sporting CP |

### Ausgeloste Spiele und Ergebnisse
| Mannschaft 1                  | Mannschaft 2                          | Hinspiel               | Rückspiel              | Gesamt  |
| ----------------------------- | ------------------------------------- | ---------------------- | ---------------------- | ------- |
| HCM Constanța Șimicu 18       | Lugi HF Ernstsson 4                   | 19.04.14 Sa. 12:00 Uhr | 26.04.14 Sa. 18:30 Uhr | 59 : 55 |
| HCM Constanța Șimicu 18       | Lugi HF Ernstsson 4                   | 31 : 21 (15 : 10)      | 28 : 34 (13 : 14)      | 59 : 55 |
| HCM Constanța Șimicu 18       | Lugi HF Ernstsson 4                   | 1.800 Zuschauer        | 900 Zuschauer          | 59 : 55 |
| Sporting CP Caseiro Portela 8 | Pick Szeged Larholm 8                 | 20.04.14 So. 17:00 Uhr | 27.04.14 So. 19:15 Uhr | 51 : 55 |
| Sporting CP Caseiro Portela 8 | Pick Szeged Larholm 8                 | 29 : 27 (11 : 12)      | 22 : 28 (10 : 16)      | 51 : 55 |
| Sporting CP Caseiro Portela 8 | Pick Szeged Larholm 8                 | 1.000 Zuschauer        | 3.200 Zuschauer        | 51 : 55 |
| HBC Nantes Claire 7           | Montpellier Agglomeration HB Gajic 12 | 21.04.14 Mo. 19:30 Uhr | 27.04.14 So. 19:00 Uhr | 49 : 59 |
| HBC Nantes Claire 7           | Montpellier Agglomeration HB Gajic 12 | 25 : 26 (13 : 15)      | 24 : 33 (09 : 17)      | 49 : 59 |
| HBC Nantes Claire 7           | Montpellier Agglomeration HB Gajic 12 | 5.000 Zuschauer        | 3.000 Zuschauer        | 49 : 59 |

## Final Four

### Qualifizierte Teams
Für das Final Four in Berlin qualifizierten sich:
- Füchse Berlin
- HCM Constanța
- Pick Szeged
- Montpellier Agglomeration HB

### Halbfinale
Die Auslosung der Halbfinalspiele fand am 29. April 2014 in Wien statt. Die Halbfinalspiele fanden am 17. Mai 2014 statt. Der Gewinner jeder Partie zog in das Finale des EHF Europa Pokal 2014 ein. Die Verlierer der Halbfinals spielten am Finaltag um den dritten Platz.
| Mannschaft 1  | Endergebnis       | Mannschaft 2                 | Datum und Zeit          |
| ------------- | ----------------- | ---------------------------- | ----------------------- |
| Füchse Berlin | 22 : 24 (9 : 13)  | Pick Szeged                  | 17.05.14, Sa. 14:35 Uhr |
| HCM Constanța | 32 : 36 (14 : 18) | Montpellier Agglomeration HB | 17.05.14, Sa. 17:15 Uhr |

#### 1. Halbfinale
Füchse Berlin: Heinevetter, Štochl –
Jaszka  6, Zachrisson 6, Horák 4, Igropulo  3, Nielsen  1, Petersen   1, Wiede 1, Christophersen, Drux , Löffler, Richwien, Špoljarić
Pick Szeged: Mikler, Tatai –
Balogh  6, Ilyés  5, Larholm 5, Zubai   4, García 3, Mindegía 1, Ancsin, Blažević, Czina, Kekezovic, Lasica, Prce 
Schiedsrichter:  Oyvind Togstad & Rune Kristiansen

#### 2. Halbfinale
HCM Constanța: Popescu, Stanescu –
Csepreghi 10, Șimicu   7, Toma  4, Criciotoiu 3, Cristescu  2, Novanc 2, Angelovski  1, Čutura 1, Sadoveac 1, Vujadinović 1, Adzic , Buricea
Montpellier Agglomeration HB: Omeyer, Mesnar –
Gajič 9, Dolenec   6, Grébille 6, Simonet 6, Accambray  3, Tej 2, Gaber   1, Guigou  1, Gutfreund 1, Kavtičnik  1, Fabregas, Hmam  
Schiedsrichter:  Zigmars Stolarovs & Renars Licis

### Kleines Finale
Das Spiel um Platz 3 fand am 18. Mai 2014 statt. Der Gewinner der Partie wurde Drittplatzierter des EHF Europa Pokals 2014.
| Mannschaft 1  | Endergebnis       | Mannschaft 2  | Datum und Zeit          |
| ------------- | ----------------- | ------------- | ----------------------- |
| HCM Constanța | 28 : 29 (14 : 13) | Füchse Berlin | 18.05.14, So. 13:00 Uhr |

18. Mai 2014 in Max-Schmeling-Halle, Berlin, 7.000 Zuschauer.
HCM Constanța: Csepreghi 6, Sadoveac  5, Toma  5, Șimicu 4, Novanc 3, Cristescu    2, Angelovski  1, Criciotoiu 1, Soldanescu  1, Adzic, Buricea, Čutura, Popescu, Stanescu, Stavrositu, Vujadinović
Trainer:  Ion Crăciun
Füchse Berlin: Romero 8, Christophersen  6, Richwien 4, Wiede   4, Petersen  3, Thümmler   2, Löffler  1, Zachrisson 1, Heinevetter, Štochl, Jaszka, Horak, Nielsen  , Weyhrauch
Trainer:  Dagur Sigurðsson
Schiedsrichter:  Shlomo Cohen und Yoram Peretz
Quelle: Spielbericht

### Finale
Das Finale fand am 18. Mai 2014 statt. Der Gewinner der Partie ist Sieger des EHF Europa Pokals 2014.
| Mannschaft 1                 | Endergebnis       | Mannschaft 2 | Datum und Zeit          |
| ---------------------------- | ----------------- | ------------ | ----------------------- |
| Montpellier Agglomeration HB | 28 : 29 (14 : 16) | Pick Szeged  | 18.05.14, So. 15:35 Uhr |

18. Mai 2014 in Max-Schmeling-Halle, Berlin, 7.000 Zuschauer.
Montpellier AHB: Omeyer, Mesnard, Siffert, Gajič 10, Tej    4, Gaber 3, Kavtičnik 3, Simonet 3, Grébille  2, Dolenec 2, Guigou 1, Borges, Hmam, Fabregas, Gutfreund
Trainer:  Patrice Canayer
Pick Szeged: Mikler, Tatai, Ilyés  7, Larholm 5, Ancsin   4, Mindegía   3, Prce 3, Balogh 2, Kekezovic 2, Zubai 2, Vranjes 1, Blazević, Czina, García Parrondo, Lasica, Vadkerti
Trainer:  Juan Carlos Pastor
Schiedsrichter:  Slave Nikolov und Gjorgji Načevski
Quelle: Spielbericht

## Statistiken

### Torschützenliste

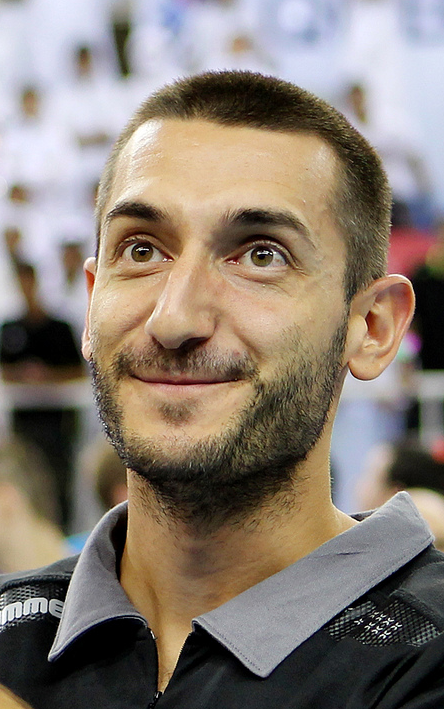
Dragan Gajič

Die Torschützenliste zeigt die zehn besten Torschützen im EHF Europa Pokal 2013/14.
Zu sehen sind die Nation der Spieler, der Name, die Position, der Verein, die gespielten Spiele, die Tore und die durchschnittlich pro Spiel erzielten Tore (Ø-Tore).
| Pl. | Nation    | Spieler                     | Pos. | Verein          | Sp. | Tore | Ø   |
| --- | --------- | --------------------------- | ---- | --------------- | --- | ---- | --- |
| 1.  | Slowenien | Dragan Gajič                | RA   | Montpellier AHB | 10  | 72   | 7,2 |
| 2.  | Rumänien  | Alexandru Viorel Șimicu     | RL   | HCM Constanța   | 10  | 66   | 6,6 |
| 3.  | Portugal  | Pedro André Caseiro Portela | RA   | Sporting CP     | 8   | 60   | 7,5 |
| 4.  | Ungarn    | Zsolt Balogh                | RR   | Pick Szeged     | 10  | 57   | 5,7 |
| 5.  | Rumänien  | Iuliu Alexandru Csepreghi   | RL   | HCM Constanța   | 9   | 52   | 5,8 |
| 6.  | Schweden  | Jonas Larholm               | RM   | Pick Szeged     | 10  | 49   | 4,9 |
| 7.  | Portugal  | Pedro Alberto Silva Osorio  | LA   | Sporting CP     | 8   | 48   | 6,0 |
| 7.  | Rumänien  | Laurențiu Mihai Toma        | RA   | HCM Constanța   | 10  | 48   | 4,8 |
| 9.  | Slowenien | Jure Dolenec                | RR   | Montpellier AHB | 10  | 45   | 4,5 |
| 10. | Spanien   | Jorge Maqueda               | RR   | HBC Nantes      | 8   | 43   | 5,4 |

Stand 23. Mai 2014